# Lemming Film
Lemming Film is een Nederlands bedrijf dat films en televisieseries produceert. Lemming Film heeft zusterbedrijven in Duitsland en in België.
Het bedrijf is opgericht in 1995 door producenten Leontine Petit en Joost de Vries, en regisseur/scenarist Marco van Geffen. In 2021 richtte Lemming Film een nieuwe creatieve alliantie op met acht andere onafhankelijke productiebedrijven onder de naam The Creatives, met de bedoeling gezamenlijk een reeks dramaseries en speelfilms te ontwikkelen. Anno 2024 wordt Lemming Film geleid door CEO-producent Leontine Petit en producenten Erik Glijnis en Tom van Blommestein.
Bekende producties zijn onder andere:
- de televisieseries De Troon en Het Schnitzelparadijs,
- de films Bloed, Zweet & Tranen en Onder ons,
- de jeugdfilms Dunya en Desie in Marokko en Iep!.

Onder ons won bij de wereldpremière op 10 augustus 2011 op het Internationaal filmfestival van Locarno de CICAE Award en Eucumenical Special Mention Award.

## Geproduceerde films
- Total Loss (2000)
- Lepel (2005)
- Knetter (2005)
- Dunya en Desie in Marokko (2008)
- Kikkerdril (2009)
- Iep! (2010)
- Onder Ons (2011)
- Bloed, zweet & tranen (2015)
- Boy 7 (2015)
- Toen mijn vader een struik werd (2016)
- Met mes (2022)
- Mr. K (2024)
- Straatcoaches vs Aliens (2025)